# Гохор
Гохор (рум. Gohor) — село у повіті Галац в Румунії. Входить до складу комуни Гохор.
Село розташоване на відстані 208 км на північний схід від Бухареста, 85 км на північний захід від Галаца, 122 км на південь від Ясс, 146 км на схід від Брашова.

## Населення
За даними перепису населення 2002 року у селі проживали 1843 особи, усі — румуни. Усі жителі села рідною мовою назвали румунську.